# Brzeziński
Brzeziński là một huyện thuộc tỉnh Łódzkie của Ba Lan. Huyện có diện tích 359 km². Đến ngày 1 tháng 1 năm 2011, dân số của huyện là 30625 người và mật độ 85 người/km².